# Isabel Torres Dujisin
Isabel Torres Dujisin (Santiago de Chile, 25. rujna 1956.) čilska je povjesničarka i spisateljica. Podrijetlom je Hrvatica.
1985. je diplomirala je povijest na Čilskom sveučilištu. Društvene je znanosti magistrirala na FLACSO-u 1987. godine. Na doktorskom je studiju u Argentini na Cordobskom sveučilištu. 
Na Fakultetu filozofije i humanistike Čilskog sveučilišta je od 1991. godine. Područje interesa njenog znanstveno-istraživačkog radaje suvremena, politička i intelektualna povijest. U radu se usredotočuje na raščlambu političkih, društvenih i ideoloških procesa koji su se pojavili u 20. stoljeću, uglavnom onih iz druge polovice. Prati napredak, pucanja i diskontinuitete u procesu demokratizacije u društvima te ulogu države.
Predaje čilsku i latinskoameričku suvremenu povijest.
Napisala je monografiju o poznatom hrvatskom iseljeniku u Čile Pasku Baburici.
2011. je sudjelovala na međunarodnoj kroatološkoj konferenciji temom La vida de Pasko Baburizza: de joven emigrante a visionario empresario.
U uredničkom je vijeću Sinindicea.

## Djela
- knjige
- La vida de un croata: Pascual Baburizza Soletic, 2003.[7]
- Las candidaturas presidenciales de la derecha: Ross e Ibáñez, 1986. (zajedno s Tomásom Mouliánom)
- Estudio de la mentalidad y pensamiento político de la élite en 1919, 1986.
- Discusiones entre honorables: las candidaturas presidenciales de la derecha entre 1938 y 1946, 1987. (zajedno s Tomásom Mouliánom)
- Las candidaturas presidenciales de la derecha: 1946, 1987. (zajedno s Tomásom Mouliánom)
- Concepción de la política e ideal moral en la prensa obrera, 1919-1922, 1987. (zajedno s Tomásom Mouliánom)
- El imaginario de las elites y los sectores populares, 1919-1922, 2010. (rad o elitama i popularnim sektorima)[8]
- Discusiones entre honorables : triunfos, fracasos y alianzas electorales de la Derecha en Chile, 1938-2010, 2011.[9]

Suradnica je u zborniku Grandes biografías: Figuras de la historia de Chile iz 2000. godine (ostali autori: Cristián E. Guerrero Lira, Fernando Ramírez Morales), zbirci eseja iz 2001. Estabilidad, crisis y organizacion de la politica. Leccciones de medio siglo de historia chilena  (ostali autori: Alfredo Jocelyn-Holt Letelier, Manuel Antonio Garreton M., Hernan Cuevas Valenzuela, Oscar Munoz, Gome, Veronica Silva, Francisco Rojas Aravena, Manfred Wilhelmy v. W., Jose Luis Diaz, Gabriel Gaspar).
- članci

Objavila je nekoliko članaka u čilskim znanstvenim časopisima. Pisala je o utopiji 1960-ih u Čileu, razbijanju demokratskog sustava u Čileu 1973., o desničarskim predsjedničkim kandidaturama, čilskoj desnici, o postojanostima i prekidima u političkom stavu Čilske komunističke stranke i dr.
- Historia de mentalidades: concepto y método, 1985.
- La derecha en Chile : evolución histórica y proyecciones a futuro, 1985.[11]
- Los conventillos de Santiago (1900-1930), Cuadernos de Historia 6, 1986.
- La reorganización de los partidos de la derecha entre 1983 y 1988, 1988. (zajedno s Tomásom Mouliánom)
- La reorganización de los partidos de derecha en Chile, 1983-1987, 1988.
- Historia de los cambios del sistema electoral en Chile: a partir de la Constitución de 1925, 1989.
- Sistema de partidos en la década del sesenta: la fase 1958-1964, 1989. (zajedno s Tomásom Mouliánom)
- Sistema de partidos en la década del sesenta: antecedentes históricos, 1989. (zajedno s Tomásom Mouliánom)
- Cómo y desde dónde aproximarse al quiebre del sistema democrático de 1973, 2007.[12][13]
- La utopía de los sesenta: una aproximación al quiebre del sistema democrático en Chile, 1973

, Revista Estudios DIGITAL Nº 21, 2008.
- La década de los sesenta en Chile: la utopía como proyecto, HAOL br. 19 2009.[15]
- Cultura, política y sociedad en Chile: 1964 - 1970, ? godine (zajedno s Maríjom Trinidad Palmom C.)[16]

## Vanjske poveznice
- CEFH El conflicto de la derecha frente a una educación democrática y equitativa